# Pheleuscelus amazonicus
Pheleuscelus amazonicus es una especie de coleóptero de la familia Attelabidae.

## Distribución geográfica
Habita en la Guayana Francesa.